# Ida Facula
Koordinaten: 17° 0′ 0″ N, 174° 0′ 0″ O

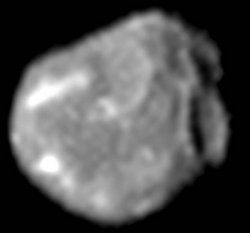
Ida Facula als heller, langer und linearer Streifen (links oben) mit Lyctos Facula (links unten) – Galileo – 12. August 1999 – Schwarz-Weiß-Aufnahme – Entfernung 446.000

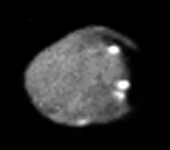
Amalthea auf einer Aufnahme von Voyager 1 aus 425 km Entfernung. Ida Facula ist der obere Lichtpunkt.

Ida Facula ist ein länglicher Hellfleck (Facula) auf dem Jupitermond Amalthea und hat eine Länge von etwa 50 Kilometern.

## Entstehung
Es wird vermutet, dass der Fleck dadurch entstand, dass durch die Bildung des benachbarten Einschlagskraters helles Material ausgeworfen wurde und dieses an der Oberfläche nun den Ida Facula bildet.

## Lage
Das Oberflächenmerkmal befindet sich möglicherweise auf einer Erhebung, auf einem Gebirgszug. Ida Facula ist entweder links neben einem Krater mit einem Durchmesser von 50 Kilometern oder teilweise in einem größeren Krater gelegen.

## Entdeckung
Ida Facula wurde im Jahr 1979 durch Aufnahmen der Raumsonde Voyager 1 entdeckt.

## Namensgebung
Die Internationale Astronomische Union (IAU) vergab 1979 dem Oberflächenmerkmal den Namen Ida. Ursprung des Namens ist ein Berg der griechischen Insel Kreta, wo der griechische Gott Zeus der Sage nach als Kind gespielt haben soll. Somit wird dem Brauch gefolgt, Jupitermonden und deren Oberflächenmerkmalen Namen zu geben, die ihren Ursprung in der griechischen Sagenwelt haben.